# Vasaloppet 1924
Vasaloppet 1924 var det tredje Vasaloppet och hölls den 2 mars 1924. Segrare blev John Lindgren på tiden 6 timmar, 53 minuter och 26 sekunder. Detta år förbjöds kvinnor att delta, ett förbud som kvarstod till 1980. Året före, 1923, hade nämligen tävlingens första kvinna, Margit Nordin ställt upp. Hennes deltagande blev kraftigt kritiserat, både från flera av hennes manliga konkurrenter och från Sveriges sportjournalister, som betraktade kvinnliga idrottare som oseriösa, uttryck likt "cirkus och skådespel" hade nämnts. En tidstypisk motivering till förbudet var att "det kunde vara farligt för den kvinnliga hälsan att delta".

## Bakgrund
Loppet arrangerades av IFK Mora. Sträckan var på cirka 91 km och gick till större delen på vanliga vägar. Totalt inkom 132 anmälningar, av dessa kom 119 deltagare till starten.
Midsommardagen samma år avtäcktes Vasaloppsstenen i Sälen.

## Loppet
Starten gick söndagen den 2 mars 1924 kl 06:00 på Olnispagården i Berga By, efter 6 timmar 53 minuter och 26 sekunder kom John Lindgren först i mål i Mora. 108 deltagare fullföljde loppet. Lindgren belönades med segerkransen av kranskullan Maja Lundgren från Mora.

## Vinnartabell
| Placering | Startnummer | Namn             | Klubb/Land/Ort | Tid     |
| --------- | ----------- | ---------------- | -------------- | ------- |
| 1         |             | John Lindgren    | IFK Umeå       | 6:53:26 |
| 2         |             | Anton Stenberg   | IFK Umeå       | 6:55:14 |
| 3         |             | Algon Stoltz     | Bodens BK      | 6:57:09 |
| 4         |             | Per-Erik Hedlund | Särna SK       | 6:57:14 |
| 5         |             | Sven Utterström  | Bodens BK      | 6:59:00 |